# Saxifraga genesiana
Saxifraga genesiana är en stenbräckeväxtart som beskrevs av P. Vargas. Saxifraga genesiana ingår i Bräckesläktet som ingår i familjen stenbräckeväxter. Inga underarter finns listade i Catalogue of Life.